# Witalij Iwanow
Witalij Władimirowicz Iwanow (ros.  Виталий Владимирович Иванов) (ur. 6 lutego 1976 roku w Chemnitz) – urodzony w Niemczech, rosyjski piłkarz ręczny, reprezentant Rosji. Gra na pozycji rozgrywającego. Obecnie występuje w rosyjskim Czechowskije Miedwiedi.
W 2004 roku zdobył brązowy medal igrzysk olimpijskich.

## Sukcesy

### reprezentacyjne
- Igrzyska Olimpijskie:
  -  2004

### klubowe
- Mistrzostwo Rosji:
  -  2000, 2001, 2002, 2003, 2004, 2005, 2006, 2007, 2008, 2009, 2010
- Puchar Rosji:
  -  2009, 2010
- Puchar Zdobywców Pucharów:
  -  2006